# Złote płyty

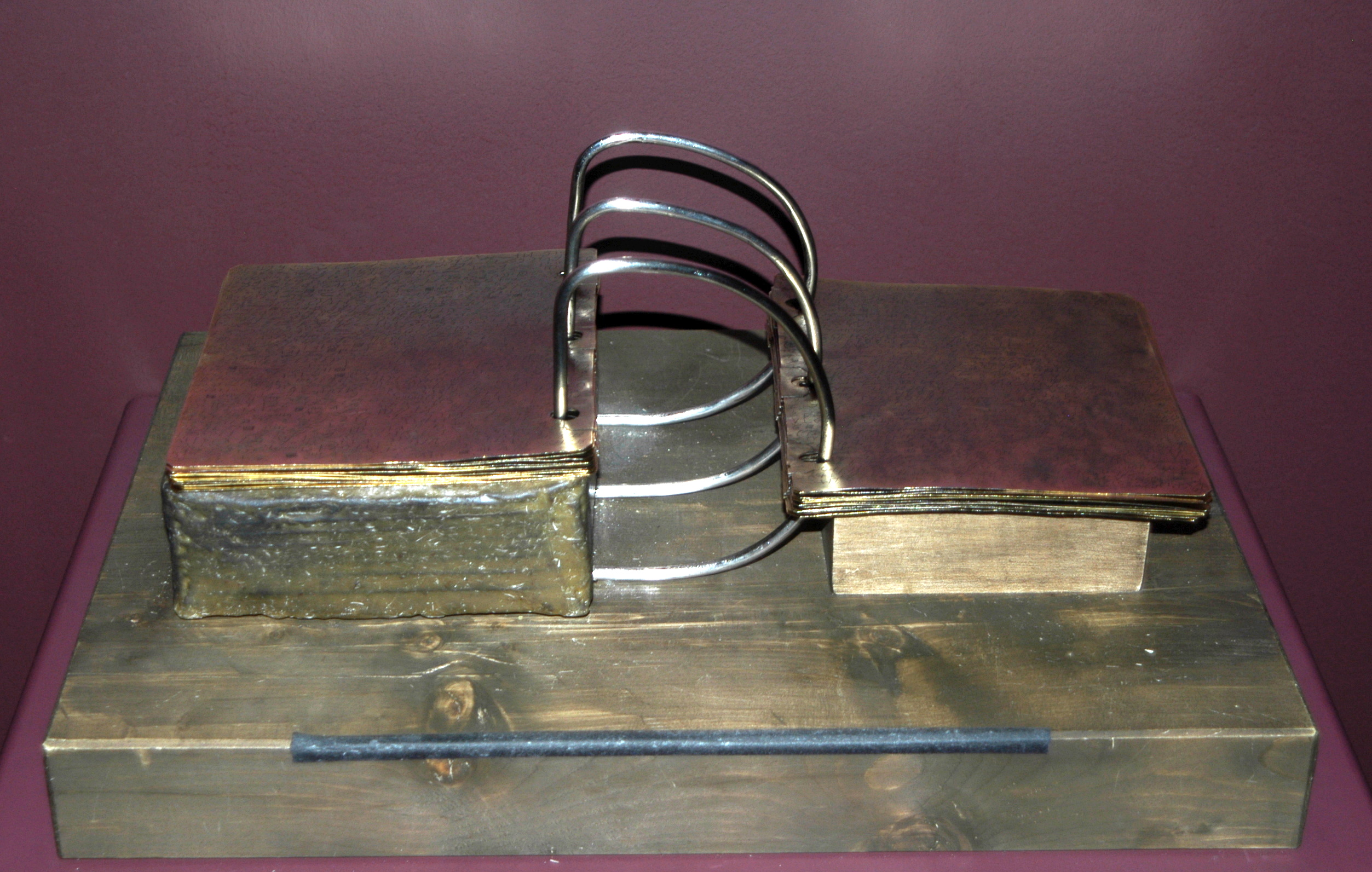
Model złotych płyt wykonany na podstawie opisu pozostawionego przez Josepha Smitha

Złote płyty – potoczna nazwa zapisu, który według wierzeń świętych w dniach ostatnich (mormonów) był podstawą Księgi Mormona.
Według źródeł mormońskich miały być zrobione ze złota i zawierać skróconą i streszczoną wersję kronik dawnych mieszkańców kontynentu amerykańskiego, zapisaną w języku nazywanym reformowanym egipskim. Ich istnienie było głównym przekazem wizji, której Joseph Smith doświadczył 21 września 1823.
Treść wyryta na tych artefaktach miała zostać zredagowana przez proroków, odpowiednio Moroniego oraz Mormona. Zakopane zostały w Manchesterze w stanie Nowy Jork, na wzniesieniu znanym obecnie jako Kumorah. Joseph Smith miał je otrzymać 22 września 1827 oraz oddać je po ukończeniu procesu określanego przez mormonów mianem tłumaczenia Księgi Mormona. Poza samym Smithem miało je ujrzeć łącznie 11 osób. Ich świadectwa, znane odpowiednio jako świadectwo trzech świadków oraz świadectwo ośmiu świadków, zazwyczaj dołącza się do opublikowanych egzemplarzy Księgi Mormona. Podaje się ponadto, iż mierzyły 15,2 na 20,3 cm, miały 15,2 cm grubości oraz łączną masę 22,7 kg.
Istnienie płyt nie znalazło potwierdzenia w źródłach zewnętrznych. Jednocześnie można znaleźć źródła, które kwestię prawdziwości płyt oraz kwestię prawdomówności Josepha Smitha w tym zakresie ujmują jako dwa osobne, niekoniecznie wzajemnie wykluczające się aspekty. Niezależnie od debat o autentyczności kontrowersyjny ten przedmiot został uchwycony w mormońskiej sztuce i kulturze popularnej, czasem w dość niespodziewany sposób. Doczekał się także odniesień w pozostającej poza bezpośrednim wpływem kościoła kulturze amerykańskiej, chociażby w filmie The Work and the Glory (2004) w reżyserii Russella Holta.